# Barylambda
Barylambda — вимерлий рід пантодонтових ссавців середнього та пізнього палеоцену, добре відомий за кількома знахідками у васатчійській формації ДеБеке в Колорадо та від кларкфорської формації Васатч до тіффанської формації Форт Юніон у Вайомінгу. Наразі відомо три види Barylambda. Ймовірно, ця істота жила життям, схожим на життя сучасного тапіра, шукаючи листя та м’яку рослинність. Barylambda, здається, був досить успішним для ранніх пантодонтів, хоча з часом, схоже, був замінений у своїй екосистемі іншими пантодонтами, такими як Coryphodon.

## Опис

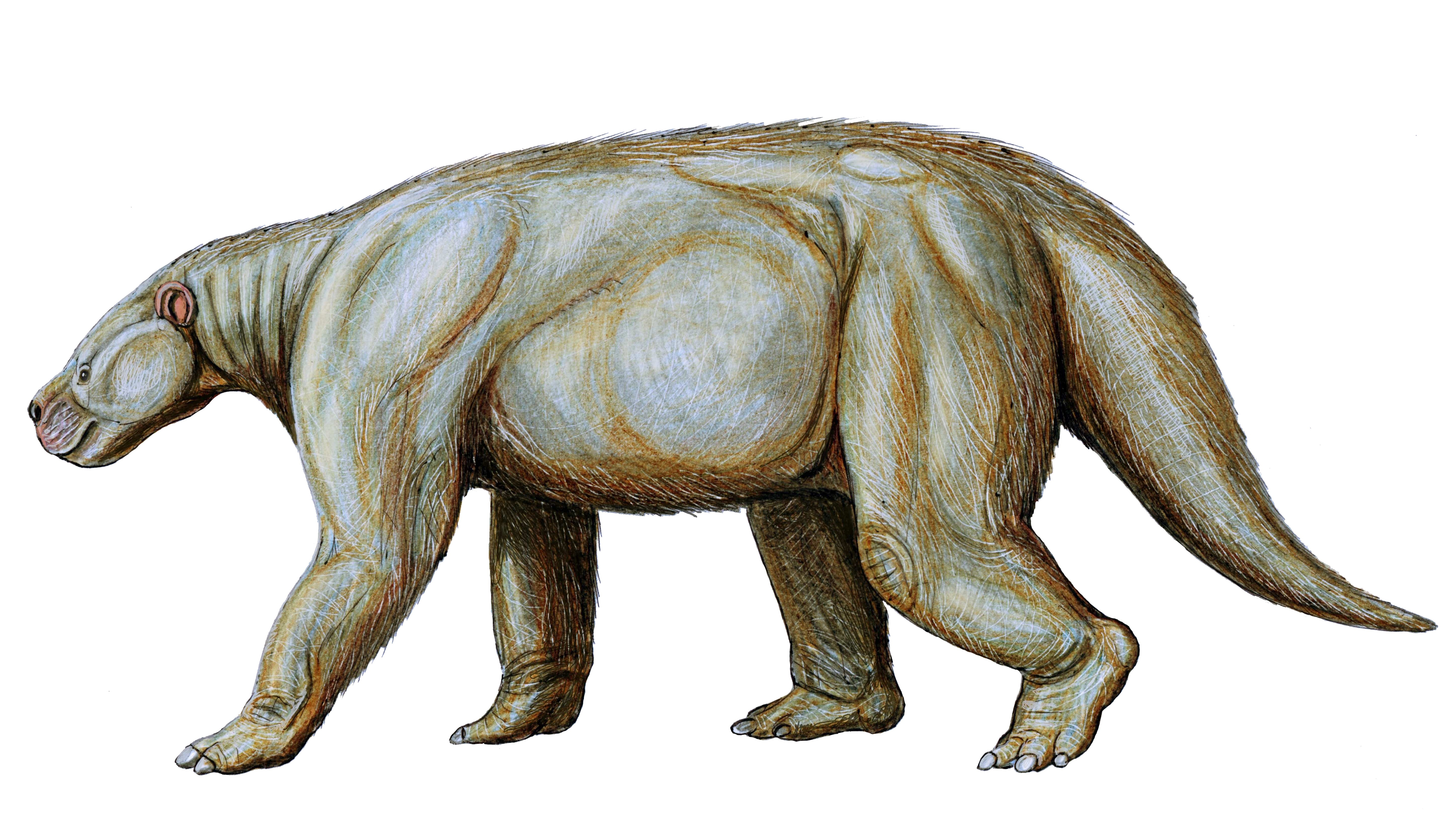
Реставрація B. faberi

У житті Барилямбда, ймовірно, нагадувала великого наземного лінивця з маленькою головою, довгим, добре розвиненим хвостом і ведмежими ногами. Довжина була близько 2,5 метрів, вага близько 650 кг, розміром приблизно з поні. Барилямбда була великою навіть для пантодонта, мабуть, сам розмір захищав її від м'ясоїдних. Як і інші пантодонти, бариламбда була великою, п'ятипалою стопохідною твариною. Хребці хвоста були надзвичайно масивні; жива тварина, можливо, була в змозі піднятися на дибки і підтримувати себе на задніх лапах і хвості, щоб тягнутися вище за їжею. Загальний вигляд зубів, наявність добре розвинених іклів лише у самців, а також важка статура тварини переконливо свідчать про те, що вона була травоїдною.